# 일마 P. 홀
어마 P. 홀(Irma P. Hall, 영어 발음: /ˈɜrmə/, 1935년 6월 3일 ~ )는 미국의 배우, 시인, 극작가, 교사, 작가이다.
보몬트에서 태어났다.

## 출연 작품
- 언커먼 (2015년)
- 스탭스 오브 페이스 (2014년)
- 하이딩 인 플레인 사이트 (2012년)
- 체인징 더 게임 (2012년)
- 마이 선, 마이 선, 왓 해브 예 던 (2009년)
- 허리케인 시즌 (2009년)
- 악질경찰 (2009년) - 비니 로저스 역
- 미트 더 브라운즈 (2008, Meet the Browns)
- 레인 (2008년)
- 콜래트럴 (2004년) - 아이다 역
- 레이디킬러 (2004년) - 마바 먼슨 역
- 아워 아메리카 (2002년) - 준 역
- 배드 컴퍼니 (2002년)
- 레슨 비포 다잉 (1999년)
- 슬리핑-다운 라이프 (1999, A Slipping-Down Life)
- 비러브드 (1998년)
- 패치 아담스 (1998년) - 조레타 역
- 쏘울 푸드 (1997년)
- 미드나잇 가든 (1997년)
- 스틸 (1997년)
- 내 친구 버디 (1997년)
- 낫씽 투 루즈 (1997년)
- 언제나 마음은 태양 2 (1996년)
- 브라더 스토리 (1996년)
- 어둠 속의 여형사 (1993년)
- 살인의 그늘 (1992년)
- 베이브 (1992년)
- 분노의 역류 (1991년)
- 동심의 크리스마스 (1990, The Kid Who Loved Christmas)
- 내 이름은 브루스 2 (1987년)
- 스퀘어 댄스 (1987년)
- 온 발렌타인 데이 (1986년)
- 캠퍼스 히어로 (1986, The George McKenna Story)
- 숫자들의 책 (1973년)

### 텔레비전
- 댈러스 (1984)